# Mahlon Dickerson
Pour les articles homonymes, voir Dickerson.
Mahlon Dickerson, né le 17 avril 1770 et mort le 5 octobre 1853, est un juge et homme politique américain. Élu gouverneur du New Jersey puis sénateur, il est nommé secrétaire à la Marine par le président Andrew Jackson puis par Martin Van Buren.

## Source
- (en) Cet article est partiellement ou en totalité issu de l’article de Wikipédia en anglais intitulé « Mahlon Dickerson » (voir la liste des auteurs).
- Notices d'autorité :   - VIAF
  - ISNI
  - LCCN
  - GND
  - Belgique
  - Israël
  - WorldCat